# Loscouët-sur-Meu
Loscouët-sur-Meu (en bretó Loskoed-ar-Mozon) és un municipi francès, situat a la regió de Bretanya, al departament de Costes del Nord. L'any 1999 tenia 603 habitants.

## Demografia
| 1962                                       | 1968 | 1975 | 1982 | 1990 | 1999 |
| ------------------------------------------ | ---- | ---- | ---- | ---- | ---- |
| 586                                        | 700  | 563  | 622  | 631  | 603  |
| Des de 1962: població sense dobles comptes |      |      |      |      |      |

## Administració
| Període   | Identitat          | Partit |
| --------- | ------------------ | ------ |
| 2001-2008 | Henri Coche        |        |
| 2008-     | Christian Ollivier |        |